# Championnats du monde de ski nordique 1976
Championnats du monde de ski nordique. L'édition 1976 s'est déroulée à Innsbruck (Autriche).

## Palmarès

### Ski de fond

#### Hommes
| Épreuve                        | Or                                 | Argent                                  | Bronze                         |
| Ski de fond 15 km libre H      | Nikolay Bazhukov, Union soviétique | Yevgeny Belyaev, Union soviétique       | Arto Koivisto, Finlande        |
| Ski de fond 30 km libre H      | Sergey Savelyev, Union soviétique  | Bill Koch, États-Unis                   | Ivan Garanin, Union soviétique |
| Ski de fond 50 km classique H  | Ivar Formo, Norvège                | Gert-Dietmar Klause, Allemagne de l'Est | Benny Södergren, Suède         |
| Ski de fond relais 4 × 10 km H | Finlande                           | Norvège                                 | Union soviétique               |

#### Femmes
| Épreuve                       | Or                                | Argent                            | Bronze                            |
| Ski de fond 5 km libre F      | Helena Takalo, Finlande           | Raisa Smetanina, Union soviétique | Nina Baldycheva, Union soviétique |
| Ski de fond 10 km libre F     | Raisa Smetanina, Union soviétique | Helena Takalo, Finlande           | Galina Kulakova, Union soviétique |
| Ski de fond relais 4 × 5 km F | Union soviétique                  | Finlande                          | Allemagne de l'Est                |

### Combiné nordique
| Épreuve                                   | Or                                 | Argent                            | Bronze                             |
| 19 février : Combiné nordique K90 / 15 km | Ulrich Wehling, Allemagne de l'Est | Urban Hettich, Allemagne de l'Est | Konrad Winkler, Allemagne de l'Est |

### Saut à ski
| Épreuve         | Or                                        | Argent                               | Bronze                          |
| Saut à ski K90  | Hans-Georg Aschenbach, Allemagne de l'Est | Jochen Danneberg, Allemagne de l'Est | Karl Schnabl, Autriche          |
| Saut à ski K120 | Karl Schnabl, Autriche                    | Anton Innauer, Autriche              | Henry Glass, Allemagne de l'Est |